# Licania hebantha
Licania hebantha är en tvåhjärtbladig växtart som beskrevs av Joseph Dalton Hooker och Carl Friedrich Philipp von Martius. Licania hebantha ingår i släktet Licania och familjen Chrysobalanaceae. Inga underarter finns listade i Catalogue of Life.